# Marder (Xe tăng chiến đấu bộ binh)
Schützenpanzer Marder 1  là một xe chiến đấu bộ binh bánh xích (IFV) của Đức được thiết kế để sử dụng cho các đơn vị bộ binh cơ giới của Tây Đức, chủ yếu vận chuyển và chiến đấu trong các xe này. Nó đã được Quân đội Đức vận hành từ những năm 1970 cho đến ngày nay. Được phát triển như một phần trong quá trình xây dựng lại ngành công nghiệp xe chiến đấu bọc thép của Tây Đức, Marder đã chứng tỏ là một thiết kế xe chiến đấu bộ binh vững chắc và thành công.
Mặc dù trước đây nó bao gồm một vài tính năng độc đáo, chẳng hạn như súng máy hoàn toàn điều khiển từ xa ở boong sau và cổng súng đặt ở hai bên để bộ binh bắn ra, những tính năng này đã bị xóa hoặc sắp xếp hợp lý trong các gói nâng cấp sau này để phù hợp hơn với thiết kế IFV hiện đại. MG đã được chuyển sang dạng đồng trục, các cổng súng được hàn kín hoàn toàn và được bọc thép. Nhìn chung, nó là một cỗ máy đơn giản và thông thường với một cửa sập lớn phía sau và ba cửa sập trên cùng để cho bộ binh khai hỏa.

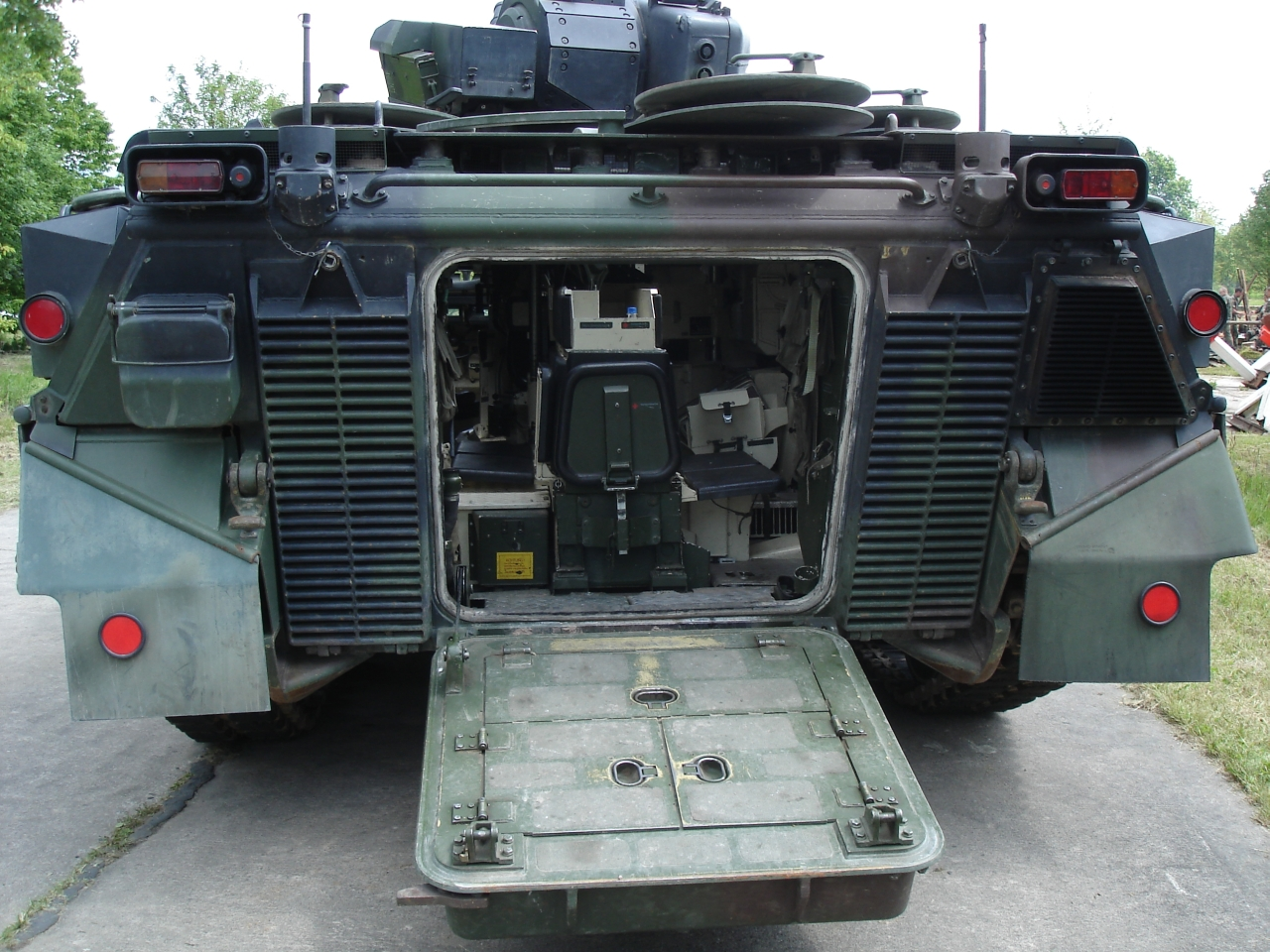
Marder 1A3 từ phía sau, với cửa được hạ xuống

Khoảng 2.100 chiếc đã được quân đội Tây Đức đưa vào phục vụ vào đầu những năm 1970, ban đầu nó không được bán cho bất kỳ quân đội nước ngoài nào. Khi Quân đội Tây Đức bắt đầu cho phế thải các phiên bản cũ, chính phủ Chile đã đồng ý mua 200 chiếc Marder; nó cũng được bán cho Indonesia và Jordan. Argentina sử dụng một biến thể đơn giản hóa và được sản xuất trong nước, VCTP, và có một số chiếc dựa trên nền tảng đó do Henschel thiết kế và TAMSE chế tạo.
Chiếc kế nhiệm dự định cho Marder 1 ban đầu là dự án Marder 2 vào những năm 1990, nhưng sau khi bị hủy bỏ,  trở thành chiếc Puma được giao cho quân đội Đức từ 2015. Đầu năm 2023 Bundeswehr vẫn còn 370 chiếc Marder, là các phiên bản A3, 1A4 và 1A5, hiện đang được thay thế dần bởi Puma.

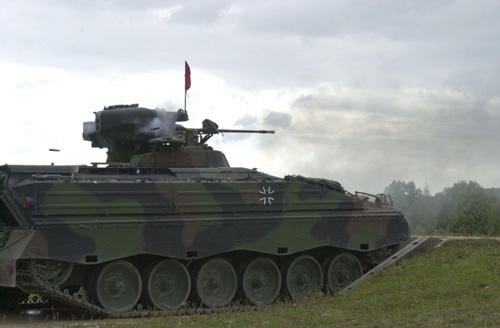
1 Marder 1A3 khai hỏa từ pháo 20 mm trong một cuộc thực tập.

Đến ngày 27 tháng 3 2023, 40 chiếc Marder cùng với 18 chiếc Leopard 2A6 đã được gởi tới Ukraina.